# Isabella di Coucy
Isabella di Coucy (16 giugno 1332 – aprile 1379, o fra il giugno e l'ottobre 1382), figlia maggiore di Edoardo III d'Inghilterra e Filippa di Hainaut, venne data in sposa a Enguerrand VII di Coucy. Nel 1376 venne creata Dama dell'Ordine della Giarrettiera.

## La principessa
Isabella di Coucy nacque il 16 giugno 1332 da Edoardo III d'Inghilterra e Filippa di Hainaut, secondogenita della coppia, ma prima figlia femmina derivante dal loro matrimonio. Isabella, che dovette il suo nome alla nonna paterna Isabella di Francia, nacque al palazzo di Woodstock nell'Oxfordshire e, come i fratelli e le sorelle, crebbe in un ambiente assai protetto. Il suo status di principessa le dava il diritto ad avere vesti di seta ricamate con gioielli e sia lei che i fratelli ebbero un nutrito seguito formato da servitori, cappellani, musici, governanti, dame di compagnia, oltre a scudieri, staffieri, maggiordomi, cuochi e molto altro ancora. L'infanzia di Isabella fu condivisa con due dei suoi fratelli, Edoardo e Giovanna.
Ad appena tre anni di età Edoardo provò a fidanzare la figlia con Pietro I di Castiglia, erede al trono di Castiglia, anche se alla fine fu la sorella minore Giovanna a divenirne la sposa predestinata.
Crescendo, Isabella divenne una donna estremamente stravagante ed ostinata, almeno per i parametri dell'epoca, e rimase, cosa altrettanto strana per quei tempi, nubile fino all'età di 33 anni. Diverse proposte di fidanzamento vennero ricevute e scartate prima che arrivassero a compimento. Il 15 novembre 1351 erano state approntate diverse navi perché scortassero Isabella in Guascogna, dove doveva sposarsi con Bernard d'Albret; tuttavia poco prima della partenza ella cambiò idea e il matrimonio venne annullato. Edoardo non parve arrabbiarsi con la figlia, giacché le donò una pensione annua di 1.000£.
Isabella viene descritta come una donna di carnagione olivastra con i capelli neri. Quando ebbe oltrepassato la trentina, venne data in sposa a Enguerrand VII di Coucy, di sette anni minore di lei; i due si sposarono il 27 luglio 1365.

## Il matrimonio e la morte incerta
Enguerrand era giunto in Inghilterra nel 1360, quale ostaggio ceduto agli inglesi in cambio della liberazione di Giovanni II di Francia. Dopo il matrimonio, celebrato al Castello di Windsor, Isabella ricevette dal padre un ingente vitalizio annuale insieme a diverse terre. I Coucy, per altro, riebbero le loro terre di famiglia in Yorkshire, Lancashire, Westmorland e Cumberland e Enguerrand venne anche liberato dalla propria condizione di ostaggio.
Nel novembre 1365 i due andarono in Francia e la loro primogenita nacque nelle terre di famiglia francesi. Quando nella primavera seguente i due tornarono in Inghilterra, Enguerrand venne creato conte di Bedford e nel 1367, per volere di Edoardo, entrambi vennero creati conte e contessa di Soissons. Poiché suo marito combatteva per il re di Francia, era spesso lontano da casa e per questo motivo Isabella passò molto tempo alla corte del padre.
Dal matrimonio di Isabella ed Enguerrand nacquero:
- Marie de Coucy (aprile 1366-dopo il 3 marzo 1405), sposò Enrico di Bar;
- Philippa de Coucy (18 aprile 1367-1411), sposò Robert de Vere, duca d'Irlanda.

Quando Edoardo morì il 21 giugno 1377, Isabella era al suo fianco, essendo stata convocata urgentemente a corte nel mese di aprile. Dopo la morte di Edoardo, al trono salì Riccardo II d'Inghilterra, nipote di Isabella, ed Enguerrand lasciò ogni possedimento o titolo che deteneva in Inghilterra. Da questo momento in poi la sorte di Isabella è ignota; separata dal marito e dalla figlia maggiore, morì in data imprecisata, o nel 1379 o fra il 17 giugno e il 5 ottobre 1382. Isabella venne sepolta nella Greyfriars Church di Londra.
Sette anni circa dopo la sua morte, Enguerrand si risposò con Isabella di Lorena, figlia di Giovanni I di Lorena.

## Ascendenza
|                               |                      |                        | Genitori                    |  |  | Nonni |  |  | Bisnonni                |  |  | Trisnonni                |  |
|                               |                      |                        |                             |  |  |       |  |  | Edoardo I d'Inghilterra |  |  | Enrico III d'Inghilterra |  |
|                               |                      |                        |                             |  |  |       |  |  | Edoardo I d'Inghilterra |  |  | Enrico III d'Inghilterra |  |
|                               |                      | Eleonora di Provenza   |                             |  |  |       |  |  | Edoardo I d'Inghilterra |  |  |                          |  |
| Edoardo II d'Inghilterra      |                      |                        |                             |  |  |       |  |  | Edoardo I d'Inghilterra |  |  |                          |  |
|                               |                      | Eleonora di Castiglia  | Ferdinando III di Castiglia |  |  |       |  |  |                         |  |  |                          |  |
|                               |                      | Eleonora di Castiglia  | Ferdinando III di Castiglia |  |  |       |  |  |                         |  |  |                          |  |
|                               |                      | Eleonora di Castiglia  | Giovanna di Dammartin       |  |  |       |  |  |                         |  |  |                          |  |
| Edoardo III d'Inghilterra     |                      | Eleonora di Castiglia  |                             |  |  |       |  |  |                         |  |  |                          |  |
|                               |                      | Filippo IV di Francia  | Filippo III di Francia      |  |  |       |  |  |                         |  |  |                          |  |
|                               |                      | Filippo IV di Francia  | Filippo III di Francia      |  |  |       |  |  |                         |  |  |                          |  |
|                               |                      | Filippo IV di Francia  | Isabella d'Aragona          |  |  |       |  |  |                         |  |  |                          |  |
| Isabella di Francia           |                      | Filippo IV di Francia  |                             |  |  |       |  |  |                         |  |  |                          |  |
|                               |                      | Giovanna I di Navarra  | Enrico I di Navarra         |  |  |       |  |  |                         |  |  |                          |  |
|                               |                      | Giovanna I di Navarra  | Enrico I di Navarra         |  |  |       |  |  |                         |  |  |                          |  |
|                               |                      | Giovanna I di Navarra  | Bianca d'Artois             |  |  |       |  |  |                         |  |  |                          |  |
| Isabella di Coucy             |                      | Giovanna I di Navarra  |                             |  |  |       |  |  |                         |  |  |                          |  |
|                               | Giovanni II d'Olanda | Giovanni d'Avesnes     |                             |  |  |       |  |  |                         |  |  |                          |  |
|                               | Giovanni II d'Olanda | Giovanni d'Avesnes     |                             |  |  |       |  |  |                         |  |  |                          |  |
|                               | Giovanni II d'Olanda | Adelaide d'Olanda      |                             |  |  |       |  |  |                         |  |  |                          |  |
| Guglielmo I, conte di Hainaut | Giovanni II d'Olanda |                        |                             |  |  |       |  |  |                         |  |  |                          |  |
|                               |                      | Filippa di Lussemburgo | Enrico V di Lussemburgo     |  |  |       |  |  |                         |  |  |                          |  |
|                               |                      | Filippa di Lussemburgo | Enrico V di Lussemburgo     |  |  |       |  |  |                         |  |  |                          |  |
|                               |                      | Filippa di Lussemburgo | Margherita di Bar           |  |  |       |  |  |                         |  |  |                          |  |
| Filippa di Hainaut            |                      | Filippa di Lussemburgo |                             |  |  |       |  |  |                         |  |  |                          |  |
|                               |                      | Carlo di Valois        | Filippo III di Francia      |  |  |       |  |  |                         |  |  |                          |  |
|                               |                      | Carlo di Valois        | Filippo III di Francia      |  |  |       |  |  |                         |  |  |                          |  |
|                               |                      | Carlo di Valois        | Isabella d'Aragona          |  |  |       |  |  |                         |  |  |                          |  |
| Giovanna di Valois            |                      | Carlo di Valois        |                             |  |  |       |  |  |                         |  |  |                          |  |
|                               |                      | Margherita d'Angiò     | Carlo II di Napoli          |  |  |       |  |  |                         |  |  |                          |  |
|                               |                      | Margherita d'Angiò     | Carlo II di Napoli          |  |  |       |  |  |                         |  |  |                          |  |
|                               |                      | Margherita d'Angiò     | Maria d'Ungheria            |  |  |       |  |  |                         |  |  |                          |  |
|                               |                      | Margherita d'Angiò     |                             |  |  |       |  |  |                         |  |  |                          |  |